# Права ЛГБТ в Латвии
Гомосексуальные отношения в Латвии легальны с 1992 года. Вопрос прав ЛГБТ активно обсуждается в обществе. Однополые браки официально запрещены в конституции Латвии, но с июля 2024 года в стране стала доступна регистрация гражданских партнёрств. В 2006 году в стране был принят закон, запрещающий дискриминацию по признаку сексуальной ориентации в сфере труда.

## Правовое положение
Уголовный кодекс Латвийской ССР, претерпевший значительные изменения, сохранил силу и после объявления независимости Латвии и выхода её из состава СССР в 1991 году. При этом статья за «мужеложство» была отменена в 1992 году. Новый Уголовный кодекс Латвийской Республики, действующий сегодня, был принят 17 июня 1998 года и вступил в силу с 1 апреля 1999 года.
В 2005 году Сейм Латвии принял поправки к конституции, согласно которым была изменена статья 110, где в новой редакции было явно прописано, что брак — это союз между мужчиной и женщиной. Таким образом, в конституции были запрещены однополые браки. За поправки проголосовали 73 депутата, против — 3, 12 — воздержались.
В сентябре 2006 года парламент Латвии отклонил подготовленный Латвийской первой партией законопроект о запрете пропаганды однополых отношений в средствах массовой информации и после длительных дебатов утвердил закон, запрещающий дискриминацию различных категорий людей на рабочем месте. Среди прочего закон запрещает дискриминацию по признаку сексуальной ориентации. За законопроект проголосовали 46 парламентариев, 35 высказались против. Закон был принят в осуществлении Директивы 2000/78/ЕС от 27 ноября 2000 года. Принятие соответствующего закона было необходимым требованием для вступления Латвии в Европейский союз.
В ноябре 2020 года Конституционный суд Латвии решил, что женщина-партнёр матери должна иметь права на отпуск по рождению ребёнка, равные соответствующим правам отца. В апреле 2021 года Конституционный суд Латвии решил, что конституция запрещает взимать с лица, пережившего своего однополого партнера, такую же пошлину на наследство, как с постороннего наследника, и потребовал исправить соответствующий подзаконный акт до июня 2022 года.
В феврале 2022 года стало известно, что рабочая группа при юридической комиссии парламента Латвии при поддержке министерства юстиции подготовила законопроект, который легализует однополые гражданские союзы. 

## История
Временное правительство Латвии законом от 6 декабря 1918 г. оставило в силе ввёденное ранее русское Уголовное уложение 1903 года. С 1 августа 1933 года в республике был введён новый уголовный кодекс, представлявший собой переработанное Уложение 1903 года с заимствованиями из уголовного права Германии и Италии. В последующие годы принимался ряд изменений в уголовное законодательство.
После присоединения Латвии к СССР в 1940 году на её территорию было временно распространено действие уголовного кодекса РСФСР 1926 года. Таким образом, в республике вступила в действие статья 154-а УК РСФСР, наказывающая за мужеложство. Действие УК РСФСР было прекращено в 1961 году после издания уголовного кодекса Латвийской ССР. В новый кодекс также вошла аналогичная статья по советскому образцу — статья 124 УК Латвийской ССР.

Статья 124. Мужеложство
Мужеложство наказывается лишением свободы на срок не более пяти лет.
Мужеложство, совершённое с применением насилия или угрозы насилия, с использованием беспомощности жертвы или её зависимого положения, а также в отношении несовершеннолетнего, наказывается лишением свободы на срок от трёх до восьми лет.
Оригинальный текст (латыш.)124. pants. Pederastija
Par pederastiju — soda ar brīvības atņemšanu uz laiku līdz pieciem gadiem.
Par pederastiju, ja tā izdarīta ar vardarbību vai piedraudot lietot vardarbību, izmantojot cietušā bezpalīdzības vai atkarības stāvokli, kā arī ja tā izdarīta ar nepilngadīgajiem, — soda ar brīvības atņemšanu uz laiku no trim līdz astoņiem gadiem.
— Уголовный кодекс Латвийской ССР 1961 года
По состоянию на 2021 год в правительстве Латвии состоят два открытых представителя ЛГБТ: бывший министр внутренних дел Мария Голубева — лесбиянка, а президент Эдгар Ринкевич — гей.
С 2 по 7 августа 2021 года в Риге пройдет неделя мероприятий Baltic Pride 2021 под лозунгом «Пока не станем все равны!».